# Falls Creek, Pennsylvania
Falls Creek là một thị trấn thuộc quận Clearfield, tiểu bang Pennsylvania, Hoa Kỳ. Năm 2010, dân số của thị trấn này là 48 người.